# جيرهارد فويجت
جيرهارد فويجت (بالألمانية: Gerhard Voigt)‏ هو مجدف ألماني، (ولد في لايبزيغ في ألمانيا 1904  م).

## وصلات خارجية
- جيرهارد فويجت على موقع الاتحاد الدولي للتجديف (الإنجليزية)
- جيرهارد فويجت على موقع أوليمبيديا (الإنجليزية)